# Horama panthalon

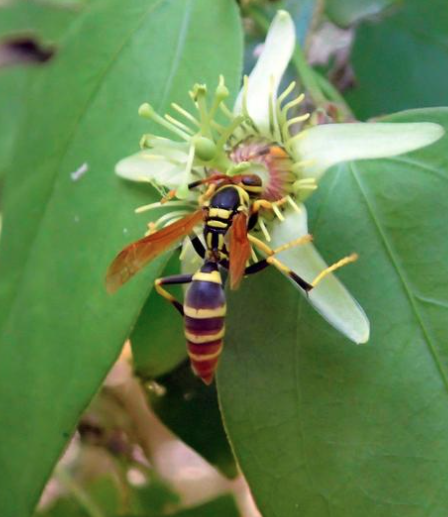
Polistes crinitus, die von Horama panthalon nachgeahmte Feldwespe

Horama panthalon, ursprünglich als Zygaena panthalon beschrieben, ist ein in Nord-, Mittel- und Südamerika vorkommender Schmetterling aus der Unterfamilie der Bärenspinner (Arctiinae).

## Merkmale

### Falter
Horama panthalon erreicht eine Flügelspannweite von 32 bis 34 Millimetern. Die Flügel sind schmal, langgestreckt und zeichnungslos dunkelbraun bis schwarz gefärbt. Der Hinterleib ist schwarz bis blauschwarz und mit vielen gelben bis orangegelben Ringen versehen. Der Thorax zeigt auffällige gelbliche Markierungen. An den schwarzen Hinterbeinen der Männchen hebt sich an der Tibia eine buschige orangegelbe und schwarze Behaarung deutlich ab. Bei beiden Geschlechtern sind die schwarzen Fühler an den Spitzen gelblich gefärbt. Der Saugrüssel ist gut entwickelt.

### Mimikry
Im Gesamterscheinungsbild ähneln die Imagines von Horama panthalon einigen Polistesarten, einer Gattung aus der Familie der Feldwespen, was als Mimikry zu verstehen ist. Dabei handelt es sich um die „Schutzmimikry“, wobei durch Imitation von wehrhaften Vorbildern potentielle Fressfeinde abgeschreckt werden sollen. Im vorliegenden Fall ist das bevorzugte Vorbild Polistes crinitus.

### Ähnliche Arten
Horama plumipes unterscheidet sich durch den schwarz und weiß geringelten Hinterleib, den mit weißen Punkten versehenen Thorax sowie die schwarze Behaarung der Tibia.

## Vorkommen und Unterarten
Horama panthalon kommt in drei Unterarten in Nord-, Mittel- und Südamerika vor:
- Horama panthalon panthalon auf den Westindischen Inseln sowie in Venezuela, Kolumbien und Panama,
- Horama panthalon texanus in Texas, Florida, Arizona, Mexiko, Honduras und Guatemala,
- Horama panthalon viridifusa in Brasilien, Argentinien, Paraguay und Bolivien.

## Lebensweise
Die tagaktiven Falter fliegen durchgehend das ganze Jahr hindurch, schwerpunktmäßig im November. Zur Nektaraufnahme besuchen sie gerne verschiedene Blüten. Details zur Lebensweise der Art müssen noch erforscht werden.